# ساسم أوليفري
ساسم أوليفري (الاسم العلمي:Dalbergia oliveri) هو نوع من النباتات يتبع جنس الساسم من الفصيلة البقولية.